# Vysílač

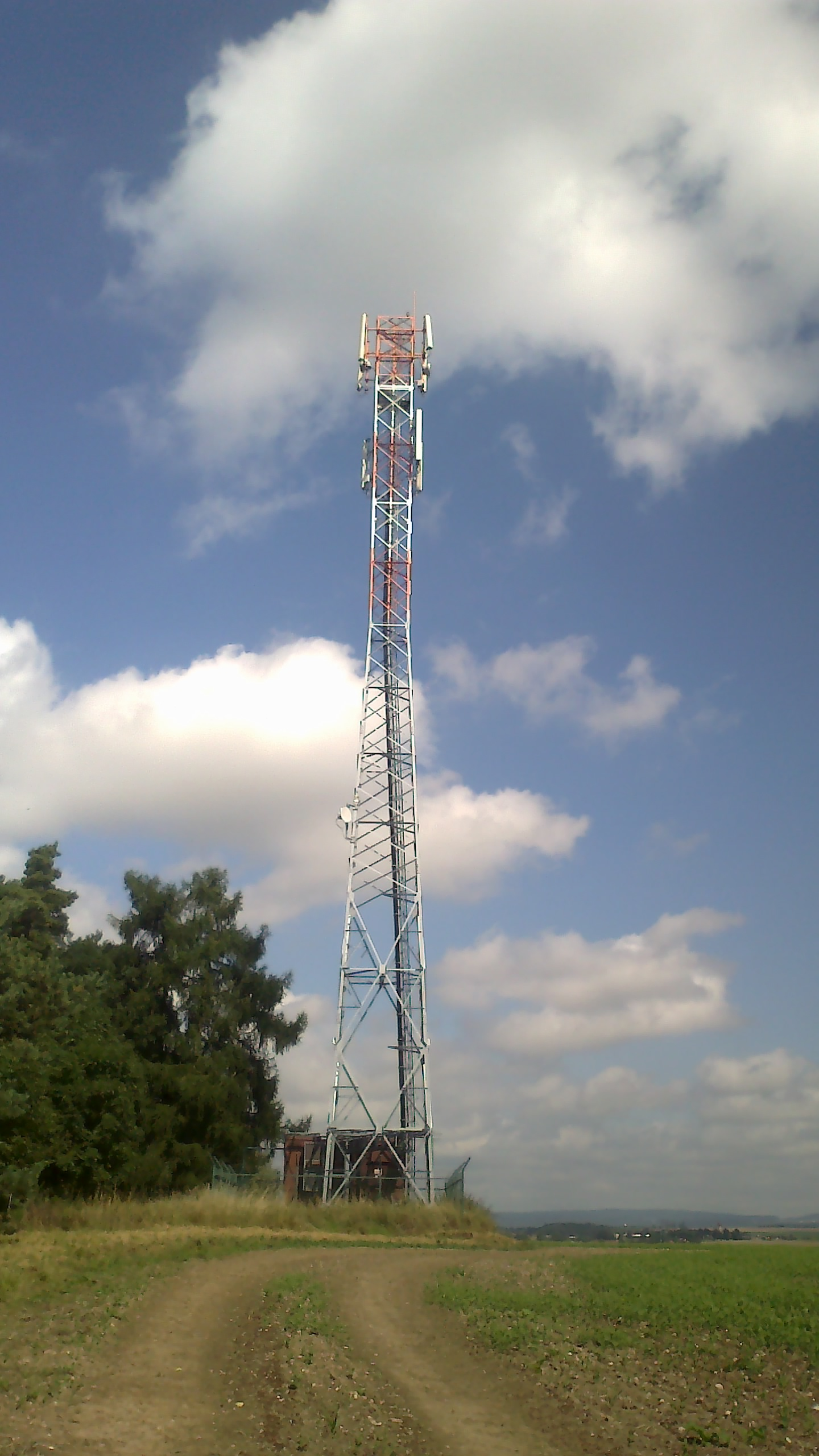
Vysílač mobilního signálu 02 na Libinách

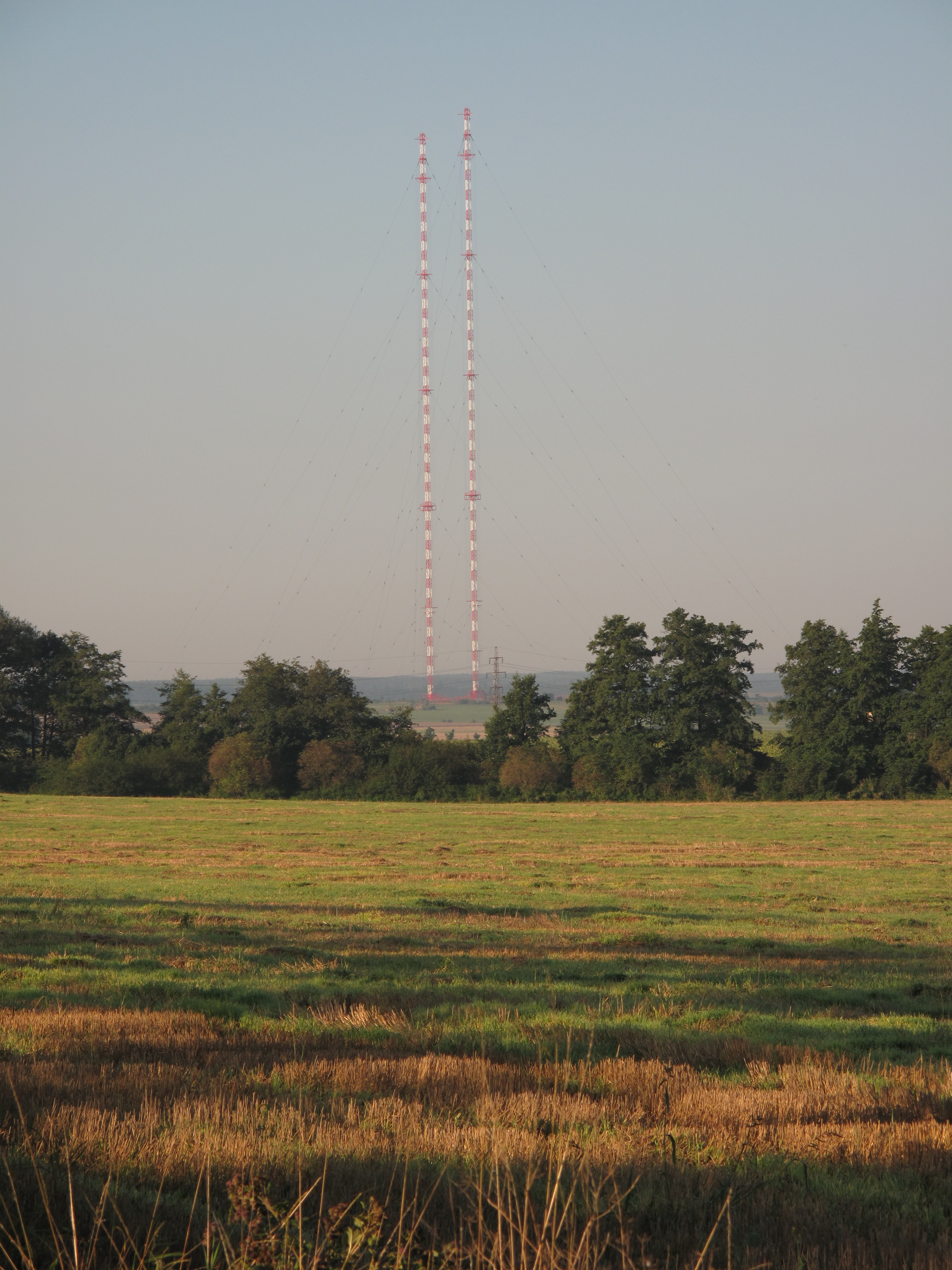
Nejvyšší české vysílače (355 metrů) u Českého Brodu (Liblice)

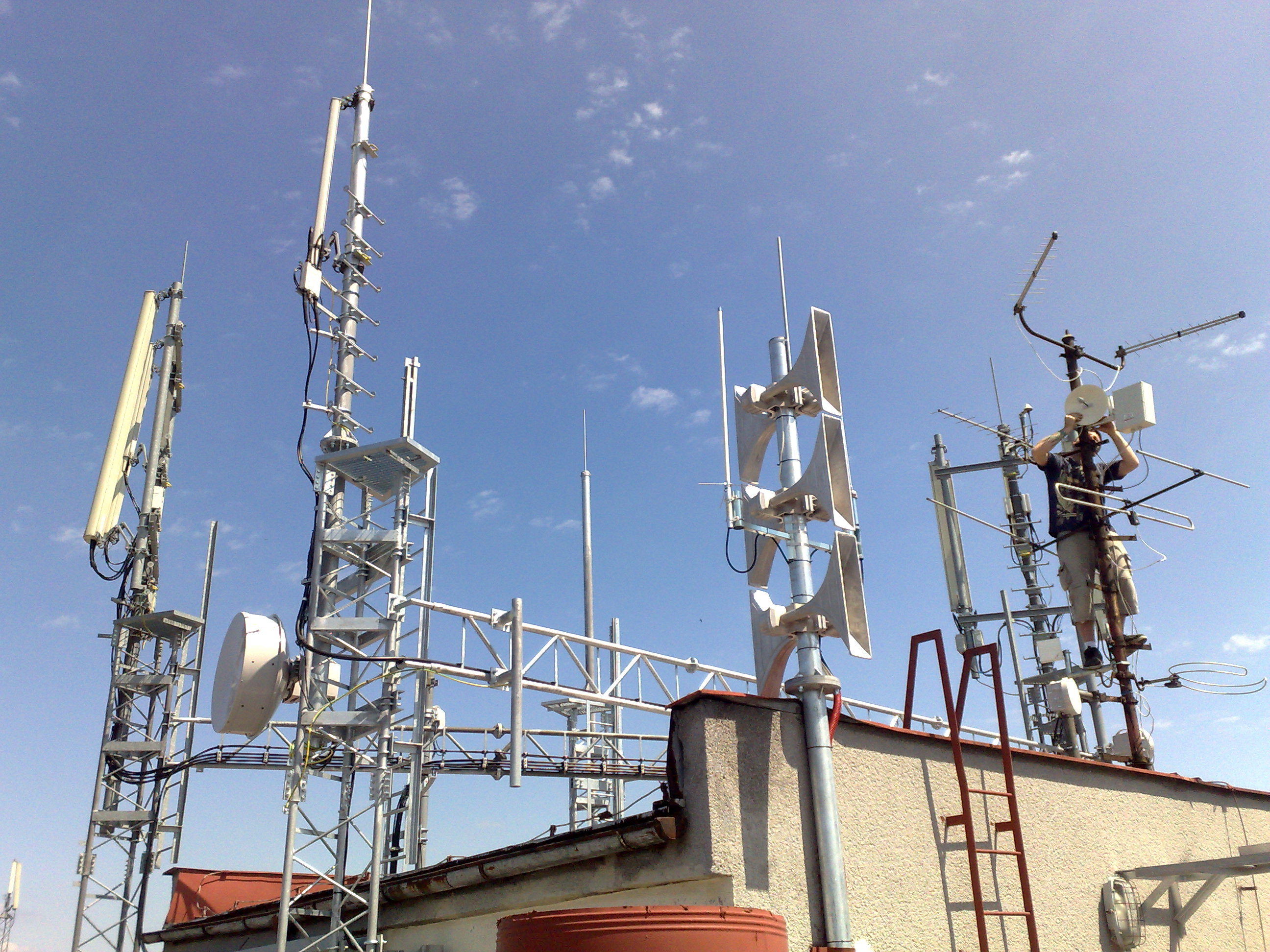
Základnová stanice pro mobilní sítě obsahuje jeden nebo více vysílačů, přijímačů a anténní systém

Vysílač je technické zařízení, které vysílá signál určený k bezdrátovému přenosu informace. Ten je na druhé straně soustavy přijímán a zpracován přijímačem signálu. Vysílač spolu s přijímačem tvoří komplementární části radiokomunikační sdělovací soustavy pro bezdrátový přenos informací. Signál je vysílán ve formě elektromagnetických vln, na který je užitečná informace namodulována. Modulace může být analogová (frekvenční FM, amplitudová AM, fázová PM) nebo digitální. Pro vysílání je využíváno široké spektrum frekvencí zahrnující rádiové vlny a mikrovlny, řádově od desítek kHz do stovek THz. Vyzářený výkon se liší podle účelu vysílání od mW až po MW.

Běžně je označována jako vysílač zpravidla dominantní stavba, věž nebo stožár, na kterých jsou umístěny vysílací antény. Jedny z největších a nejvyšších staveb jsou radiotelevizní vysílače, určené k šíření rozhlasových a televizních programů.

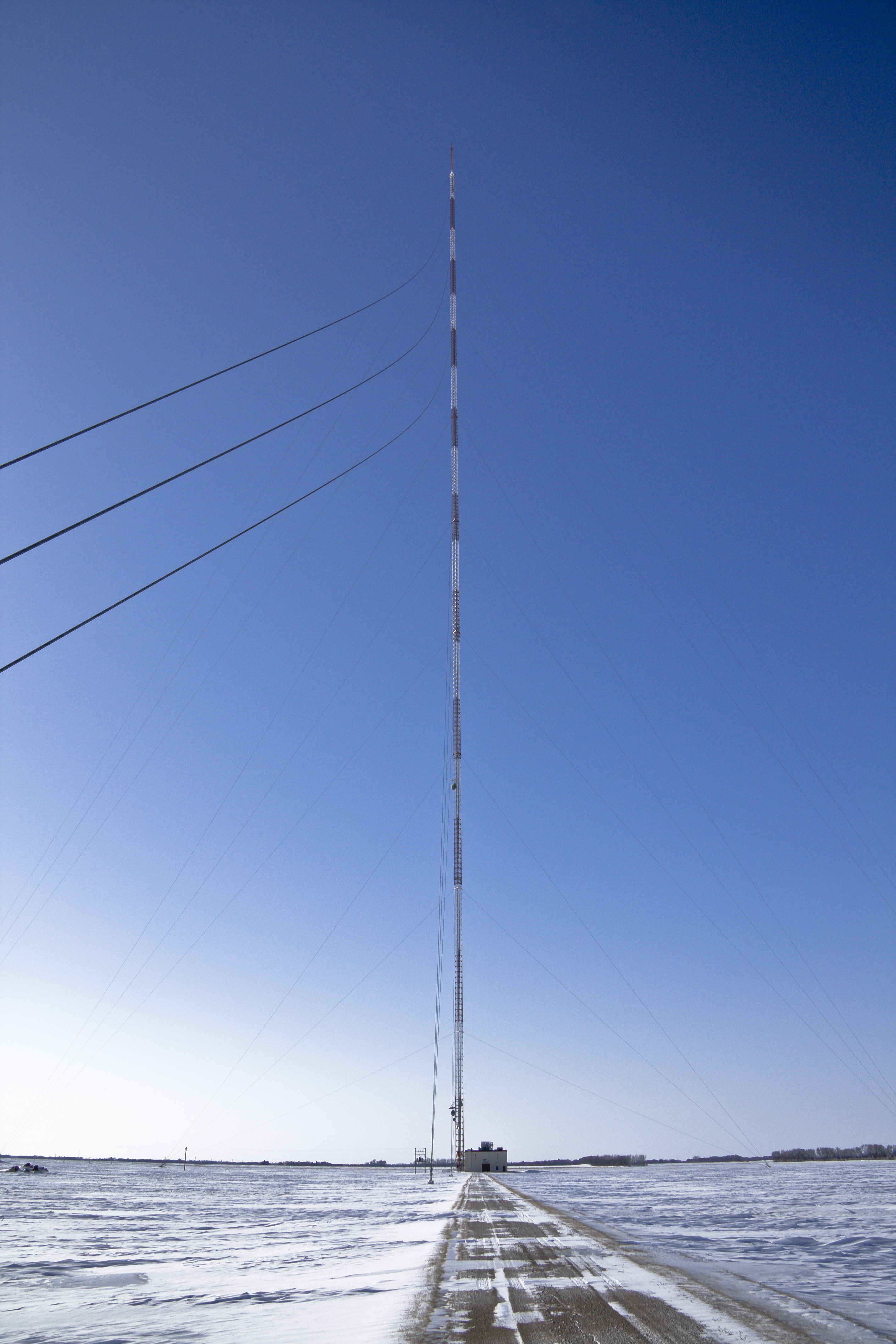
Vysílač KVLY-TV v Severní Dakotě

## Vysílače dle umístění
Samotný vysílač může být umístěn přímo ve věži, například Ještěd, ale častěji bývá umístěn v samostatném objektu v bezprostřední blízkosti věže či stožáru s anténami, např. Žižkovský vysílač. Jako vysílací anténa může sloužit i samotný stožár. Příkladem mohou být Liblice – vysílač s dvojicí stožárů vysokých 355 m je nejvyšší stavbou Česka nebo podobně 340 m vysoký kotvený stožár Kojál ležící 25 km severovýchodně od Brna. 
Stožár s vysílacími anténami bývá umístěný i na mrakodrapu, například na Empire State Building v USA nebo Burj Khalifa ve Spojených arabských emirátech. Menší a méně nápadné než radiotelevizní vysílače jsou anténní systémy vysílačů pro ostatní telekomunikační služby. Jsou to zejména základnové stanice buňkové sítě pro mobilní telefony BTS, umístěné v terénu na samostatných stožárech nebo na rozhlednách a vysokých budovách. Podobné jsou i anténní systémy vysílačů dalších mikrovlnných spojů, používané pro nejrůznější účely (datové sítě, internet atd.). Mezi vysílače patří i všechny radiostanice (vysílačky) PMR, CB, radioamatérské, vojenské a další. 
Dále je vysílač součástí všech typů dálkového ovládání. Zde už se využívají frekvence v patřící do infračerveného záření.

## Komponenty vysílače
Vysílač lze základně rozdělit na generátor vysokofrekvenčního signálu, modulátor, anténní systémy a anténní stožáry nebo věže.
- Generátor a modulátor– elektronické zařízení, které generuje vysokofrekvenční signál a moduluje na něj informaci určenou k přenosu.[1]
- Na vysílacím středisku je zpravidla umístěno několik vysílačů pro různé televizní kanály, vysílače pro několik FM rozhlasových stanic a vysílače pro další telekomunikační služby. Signály z vysílačů jsou do anténních systémů vedeny koaxiálními kabely. Pro frekvence nad 300 MHz se používají vlnovody.[13]
- Další zařízení jako záložní vysílač, sdružovače signálu, vzduchotechnika nebo záložní zdroj elektřiny bývá umístěno u paty věže nebo nízko nad zemí, kvůli vysoké hmotnosti.
- Anténní systém – bývá umístěn na věži, stožáru nebo na střeše výškové budovy. U menších a přenosných zařízení bývá vysílací anténa přímo součástí zařízení (např. radiostanice, mobilní telefon).
- Anténní stožár – věž nebo stožár, nejnápadnější a architektonicky výrazně provedená část vysílacího střediska. Vysílací antény mohou být umístěny i na jiném, dostatečně vysokém objektu.